# 堀出神社
堀出神社（ほりいでじんじゃ）は、新潟県新潟市秋葉区新津本町にある神社。旧社格は郷社。

## 概要
旧新津地区を代表する神社である。正月の初詣の折りや「にいつ夏まつり」（夏季例大祭）開催時には大勢の人々でにぎわう。

## 祭神
- 伊邪那岐神（イザナギ）
- 伊邪那美神（イザナミ）

## 歴史
源義光（新羅三郎）の子、平賀盛義が蒲原郡の護摩堂山に築城して平賀氏を称した。年月日は不明であるが、護摩堂城落城したため、1200年頃に平賀盛義の孫、資義が金津に金津城を構築し、金津小二郎資義を名乗った。
築城の際、城の登り口に当たる、現公会堂付近に濠を掘っている時、二つの黄金の御神像が掘り出され、この跡から黒い水（石油）がこんこんと湧き出たと伝えられる。この跡を開基坪と称して石碑が建って居る。
城主、金津小二郎資義は、掘り出された二つの御神像を伊弉諾尊・伊弉冉尊とお祀りし、堀出神社の御神号で、当時の金津中木戸、西側の山の中腹に祠を建てて祀ったのが堀出神社の由緒である。
金津氏の勢力範囲は現新潟市秋葉区及び江南区の亀田、横越地区に及ぶ廣い地域で資義は、三人の子供のうち、長男死亡で二男、資直が金津城の跡を継ぎ、金津蔵人左衛門尉資直と称した。三男、信資は嘉禄2年（1226年）頃、山谷に分家して新津氏の始祖となり、新津城に拠って、新津越前守三郎信資を称した。
兄の資直は、金津の庄の地頭職となって、新津家とは両家親しく交際してきたが本家の金津氏が何かの都合で金津を去る時（年月不詳）その所領を受け継ぎ堀出神社の御神体も受け継いで新津城内に守護神として祀った。金津堀出神社は分霊を祀る。
新津氏は当初、越後の豪族城氏に従っていたが、永正3年（1506年）には新津越前守が越後守護代長尾為景に従っていた。その後は代々上杉氏(長尾)に従い、慶長3年（1598年）、上杉景勝が会津へ転封となると、新津勝資もそれに従って会津へ移り江戸時代も上杉家臣として続いた。
堀出神社は新津城内に祀られて居たことに成るが、新津城は現在の新津自動車学校の敷地の北方一帯に築かれていたという。従って、現在の堀出神社の地に、何時神社が建てられたかは、不明であるが、新津氏の祀神である堀出神社の祭礼の起源の伝えでは天正元年（1573年）に14代当主新津勝資が堀出神社として、祭礼を行って居ることから、この頃に現在の地に構築したものと推定される。
25代新津続忠が明治15年（1882年）に勝資が会津・米沢に持って行った御神体を堀出神社に返却している。

## 現地情報
所在地
- 新潟市秋葉区新津本町3丁目14番6号

交通アクセス
- 最寄駅：JR新津駅より南東へ徒歩約10分（約500m）